# Mikha Tambayong
Maudy Mikha Maria Tambayong', conocida artísticamente como Mikha Tambayong (n. 15 de septiembre de 1994, Yakarta), es una actriz, cantante y modelo indonesia. Su carrera artística empezó en el 2008, por primera vez debutó como actriz en una película titulada "Fallin' in Love", también debutó como cantante de ópera de voz soprano ocasional a partir del 2008 y en el 2010, lanzó su primer álbum discográfico titulado "Bekas Pacar".

## Cinematografía

### Película
| Año  | Película                | Personaje | Producción                               |
| ---- | ----------------------- | --------- | ---------------------------------------- |
| 2012 | Fallin' in Love         | Larasati  | Screenplay Productions Mizan Productions |
| 2012 | Senandung Bumi          | Naya      | Dewan Nasional Perubahan Iklim           |
| 2013 | Slank Nggak Ada Matinya | Ony       | Kharisma Starvision Plus                 |

### Como voz soprano de ópera
| Año  | título           | Personaje        | TV canal  | Producción             |
| ---- | ---------------- | ---------------- | --------- | ---------------------- |
| 2008 | Kepompong        | Tasya            | SCTV      | Frame Ritz Productions |
| 2010 | Kapten Kompleks  | Sinar            | SCTV      | Frame Ritz Productions |
| 2011 | Nada Cinta       | Nada Cinta       | Indosiar  | MD Entertainment       |
| 2011 | Aishiteru        | Tasya            | MNCTV     | MD Entertainment       |
| 2013 | Kinara           | Kinara           | Global TV | MD Entertainment       |
| 2014 | Siti Blink-blink | Siti Blink-Blink | RCTI      |                        |

## Discografía
| Año  | Álbum           | Idioma     | Producción                                      |
| ---- | --------------- | ---------- | ----------------------------------------------- |
| 2010 | Bekas Pacar     | Indonesian | Sony Music Entertainment Indonesia, RCA Records |
| 2011 | Nada Cinta      | Indonesian | MD Music                                        |
| 2011 | Aishiteru       | Indonesian | MD Music                                        |
| 2012 | Fallin' in Love | Indonesian | Sony Music Entertainment Indonesia              |
| 2012 | Senandung Bumi  |            | Sony Music Entertainment Indonesia              |
| 2013 | Kinara          | MD Music   |                                                 |

## Logros
- Pucelle (con Cinta Laura)
- Kino Snack It Cookies
- Dewan Nasional Perubahan Iklim (film by Senandung Bumi)
- Marina UV White
- Cadbury ad
- Laurier Double Comfort